# 埃德温·摩根

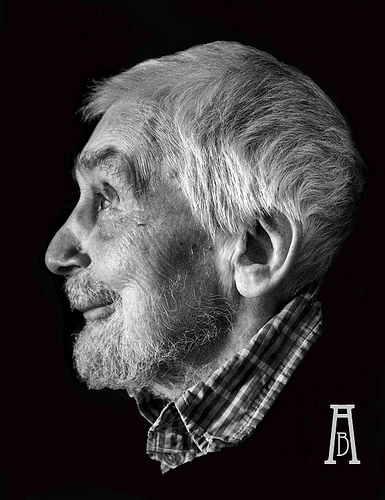
埃德温·摩根（Edwin Morgan）

埃德温·摩根（1920年4月27日—2010年8月17日）苏格兰著名诗人，大英帝国勋章获得者，爱丁堡皇家学会会员。他被公认为20世纪最重要的苏格兰诗人之一。